# Lapin angora

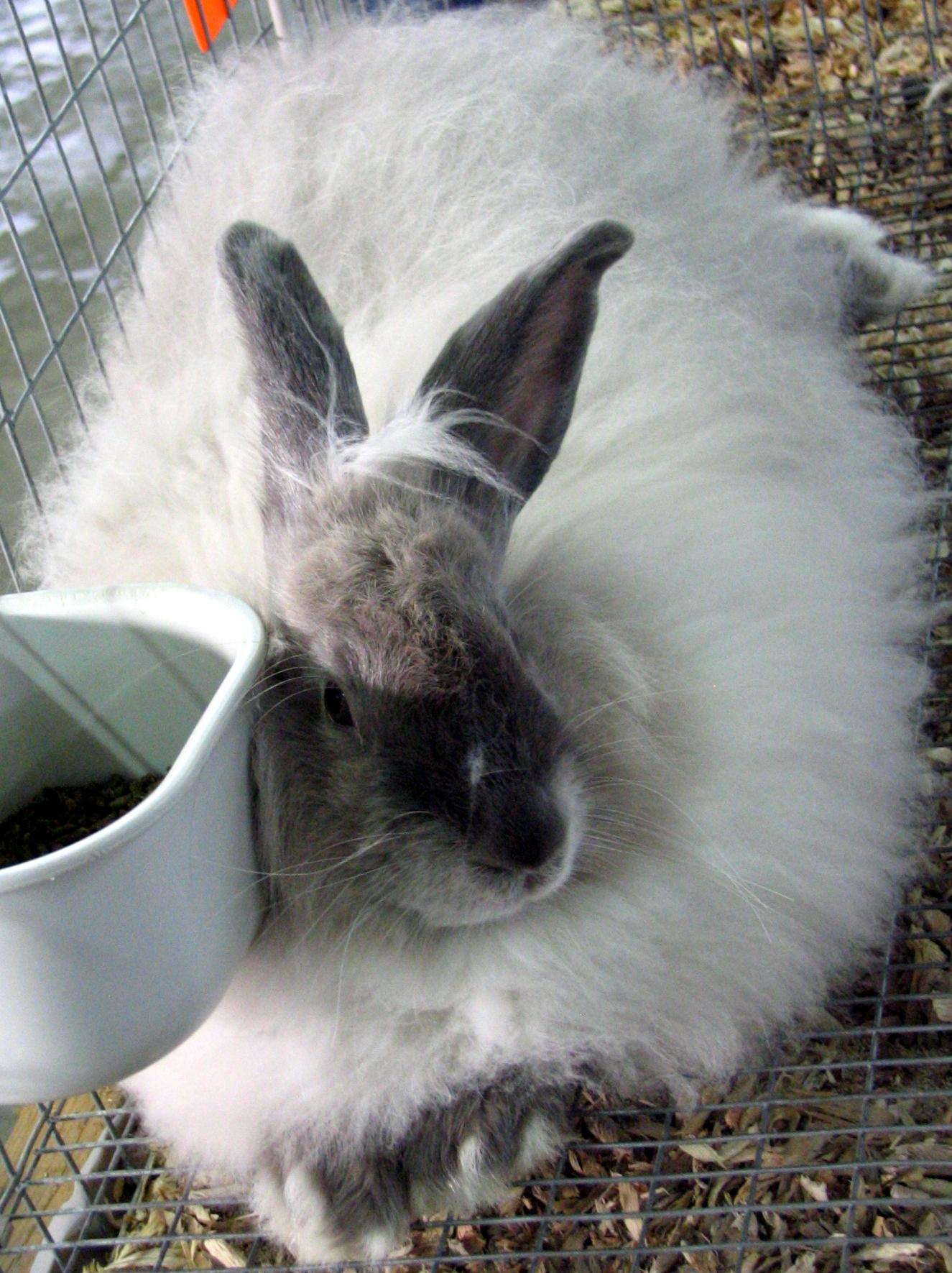
Lapin angora.

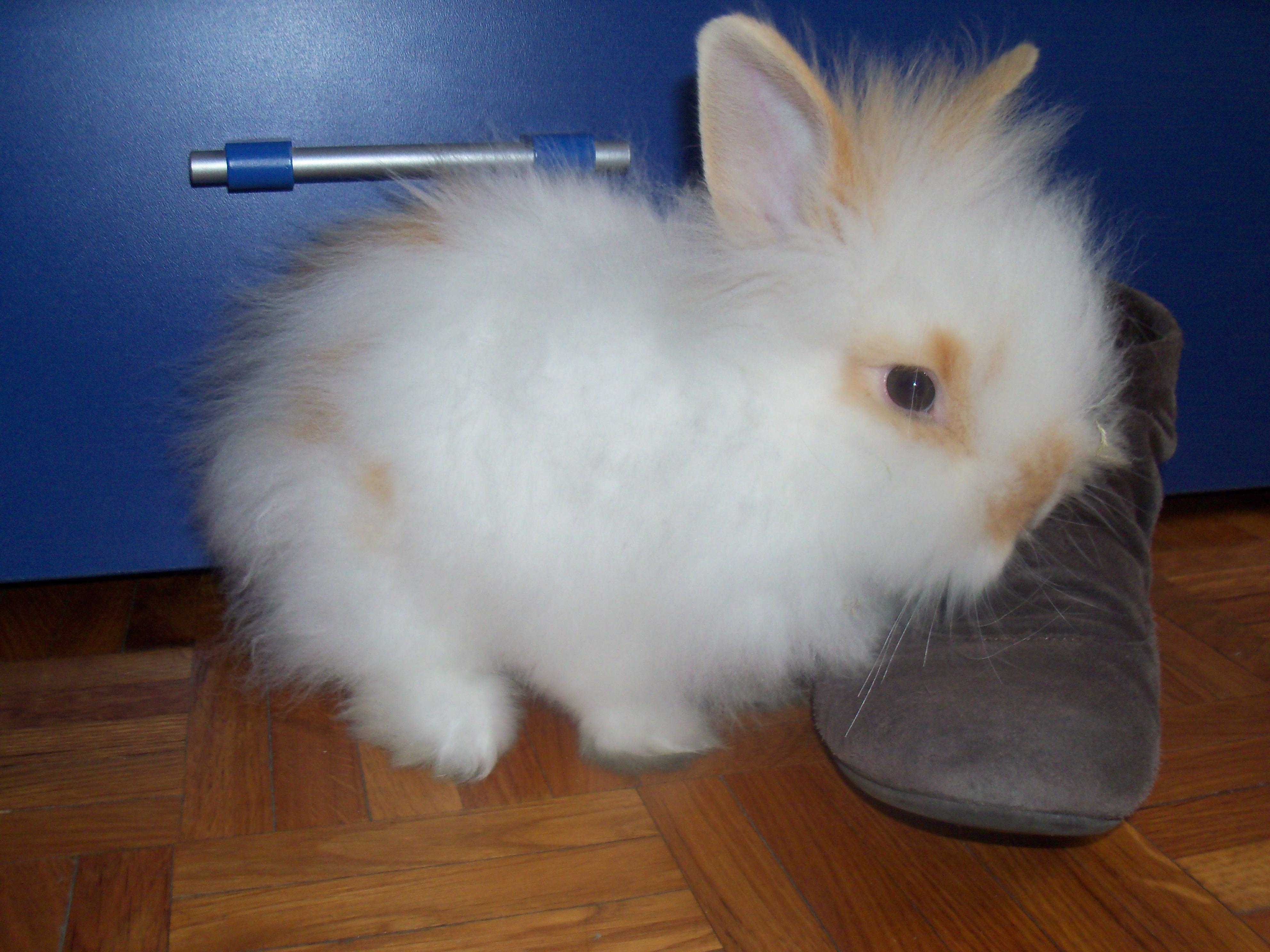

Les lapins angoras sont des lapins qui se caractérisent par des poils très longs. Cette caractéristique liée à une mutation génétique leur vaut d'être élevés pour la fabrication de poils utilisés pour la confection de produits haut de gamme. Ils sont parfois élevés également comme animaux de compagnie.
Ces lapins sont les seuls à fournir la fibre textile appelée angora, alors que la chèvre angora donne la laine appelée mohair.

## Biologie et élevage
Pour la biologie, l'élevage ou la reproduction de ces lapins, voir les articles principaux Lapin, Lapin nain ou Cuniculture et les articles détaillés sur les races angora.

## Les races angora

Quelques races de lapins angoras
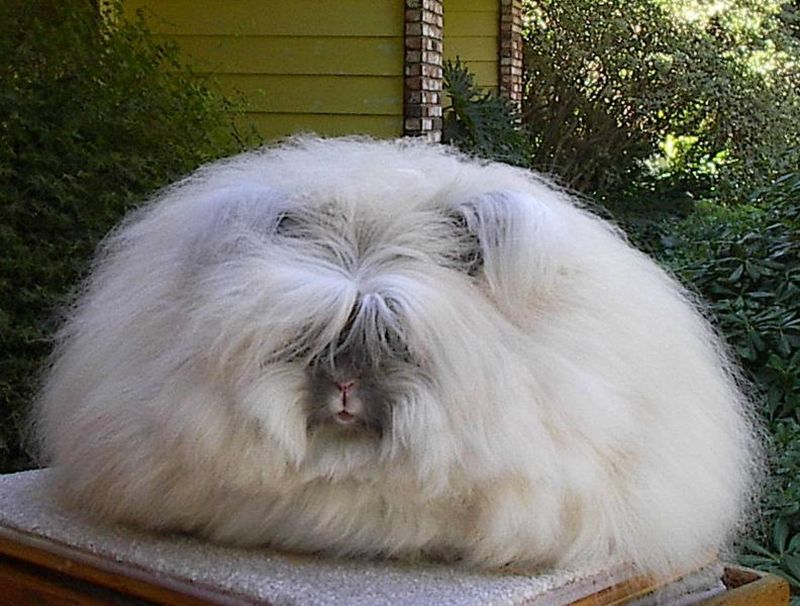
Race angora anglais.
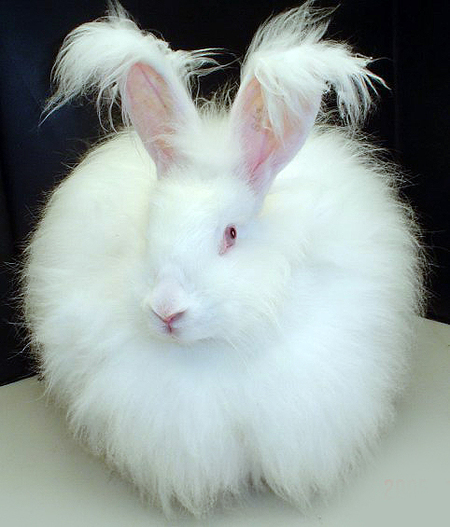
Race angora français (albinos).
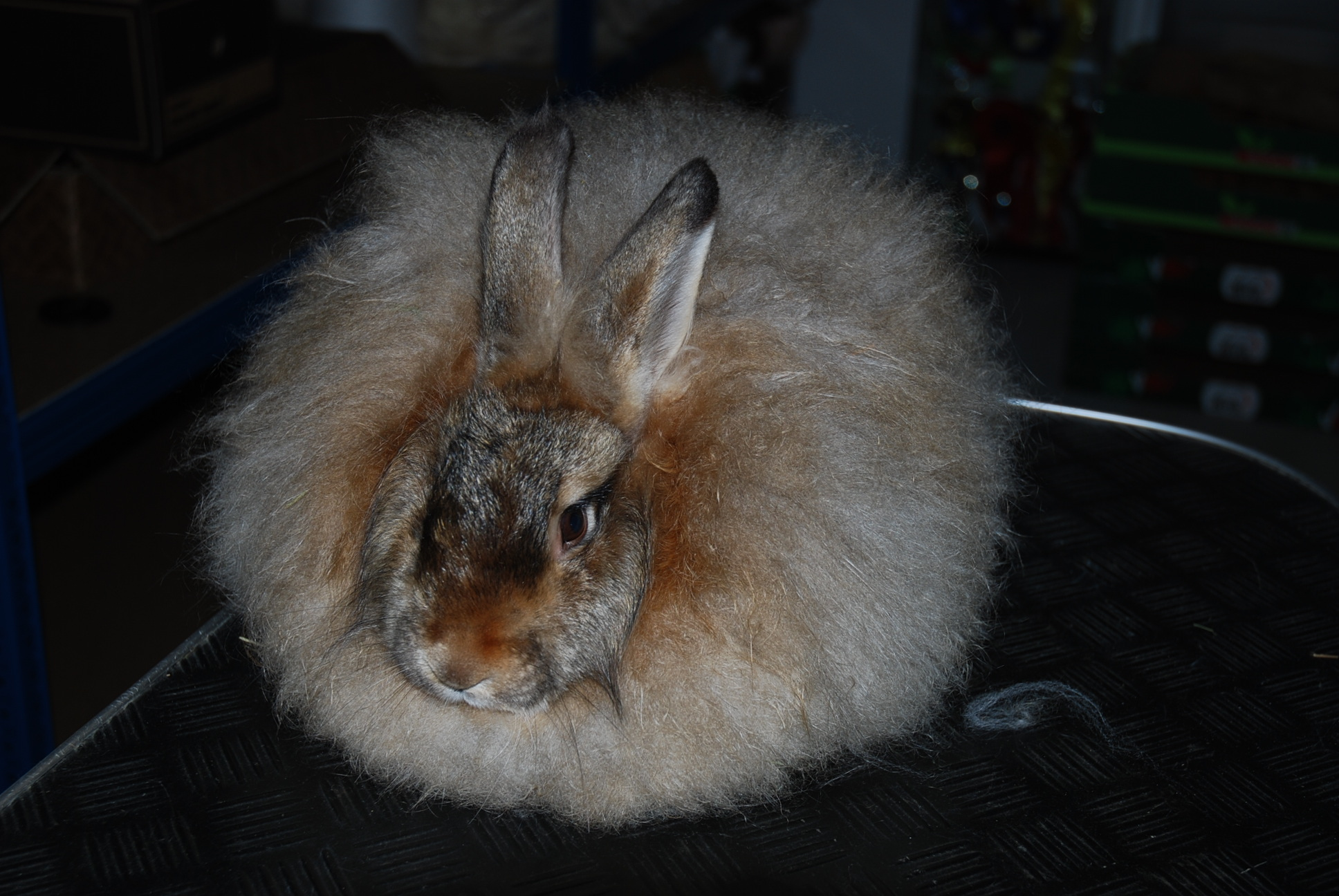
Race angora satin.
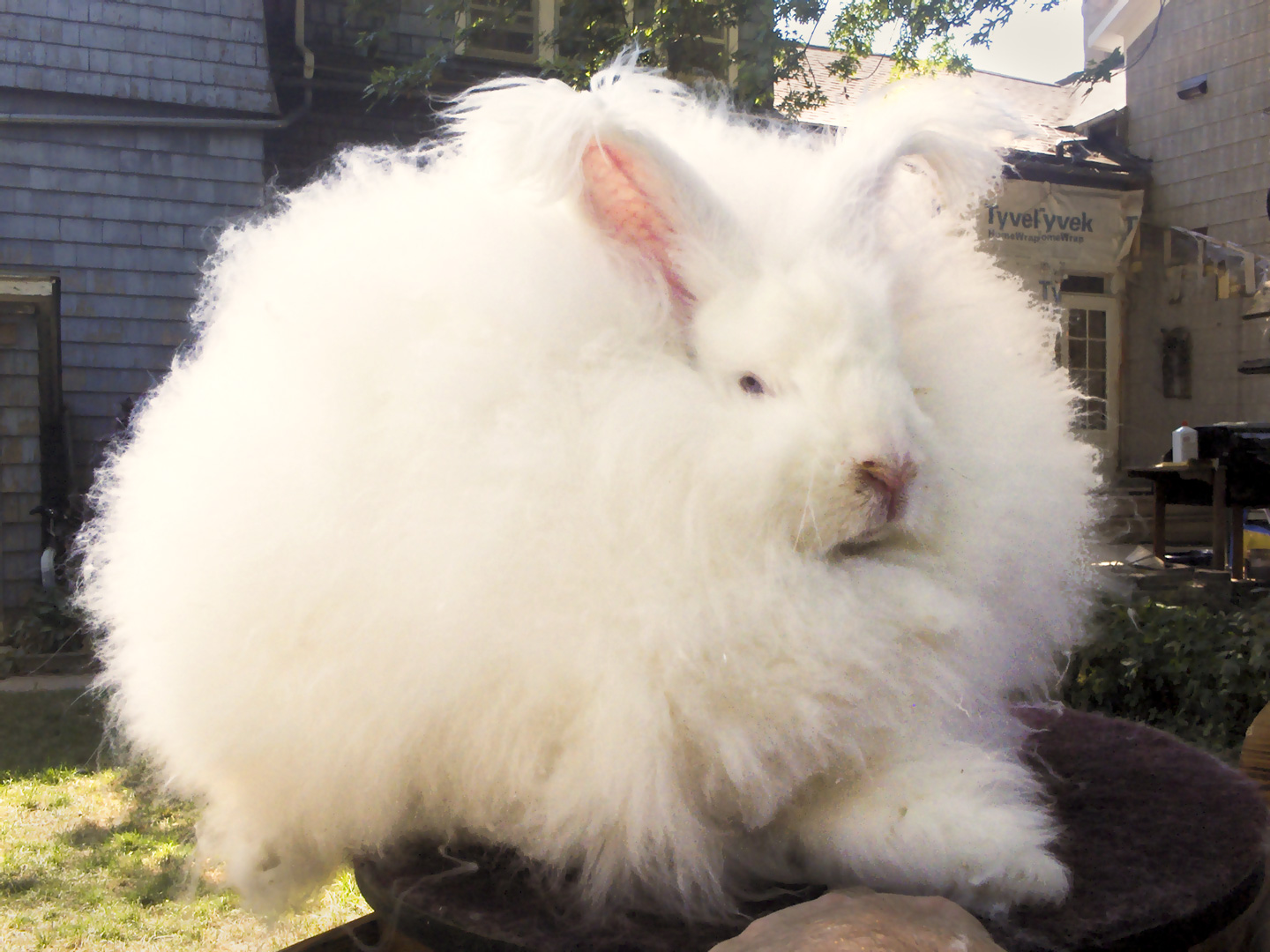
Race angora géant.

Il existe deux races officielles d'angoras selon la fédération française de cuniculiculture :
- l'Angora français, un lapin dont la variété albinos est élevée pour sa fourrure
- le Nain angora, un lapin nain de compagnie

Mais d'autres fédérations de cuniculture reconnaissent aussi :

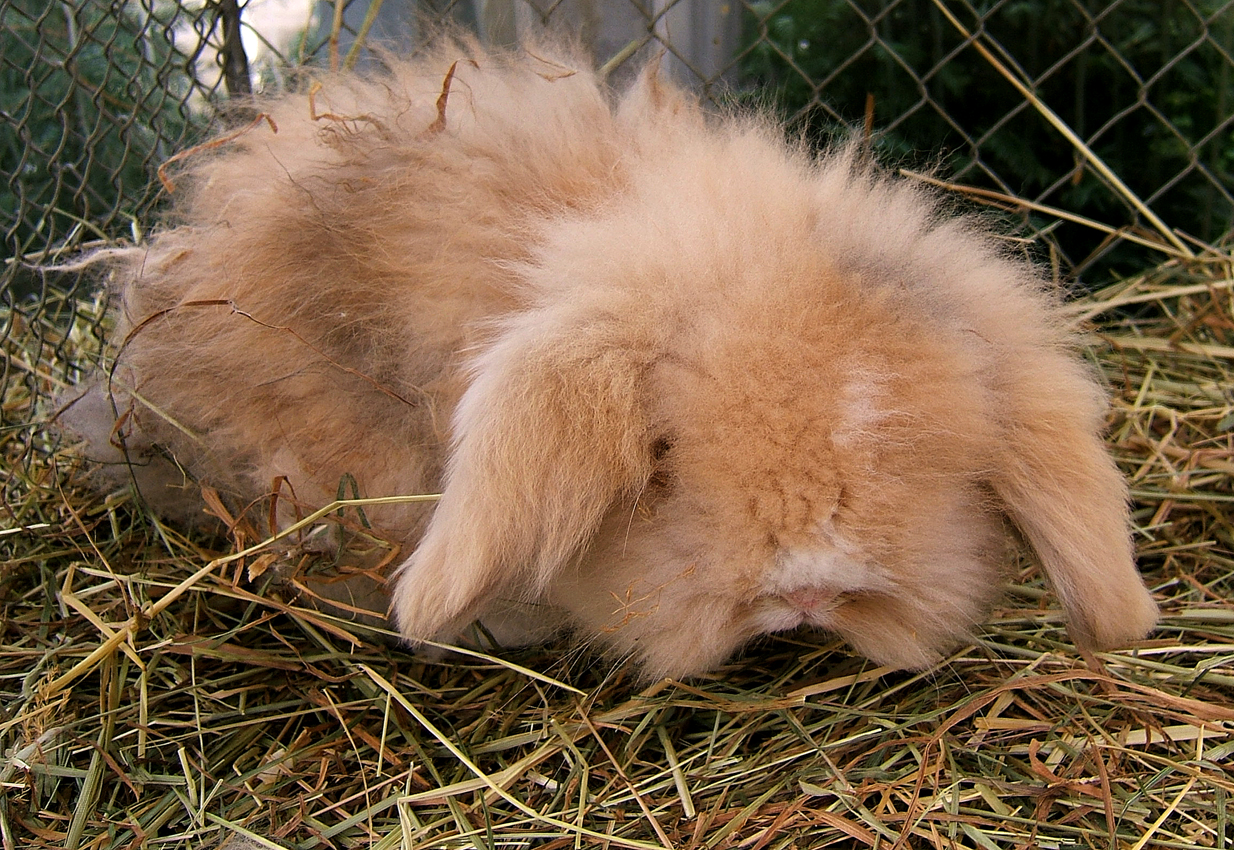
Ce lapin nain bélier Teddywidder, à poil long, n'est pas d'une race homologuée.

- l'Angora anglais
- l'Angora allemand
- l'Angora géant
- l'Angora satin

## Mutation génétique
En effet il s'agit d'une mutation génétique qui affecte le fonctionnement du follicule pileux. Cela explique pourquoi les poils poussent plus rapidement et plus longtemps que chez les autres lapins. Alors que le pelage d'un lapin domestique ordinaire croît seulement durant un mois et de 10 millimètres par semaine, sa croissance chez l'angora peut se poursuivre durant trois mois et demi. La composition du poil et sa structure sont également différents.

## Collecte du poil
Un lapin angora, même adopté comme animal de compagnie, doit être allégé de son pelage régulièrement sous peine de souffrir de problèmes de santé en plus des considérations esthétiques s'il n'est pas minutieusement brossé chaque jour.

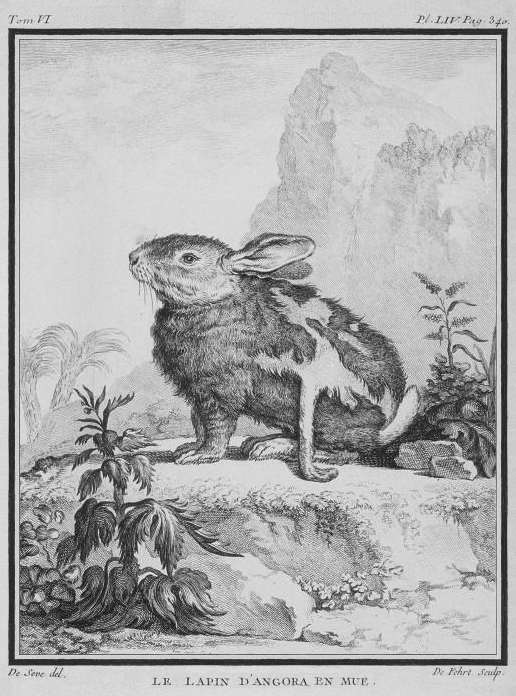
Mue naturelle chez le lapin angora.
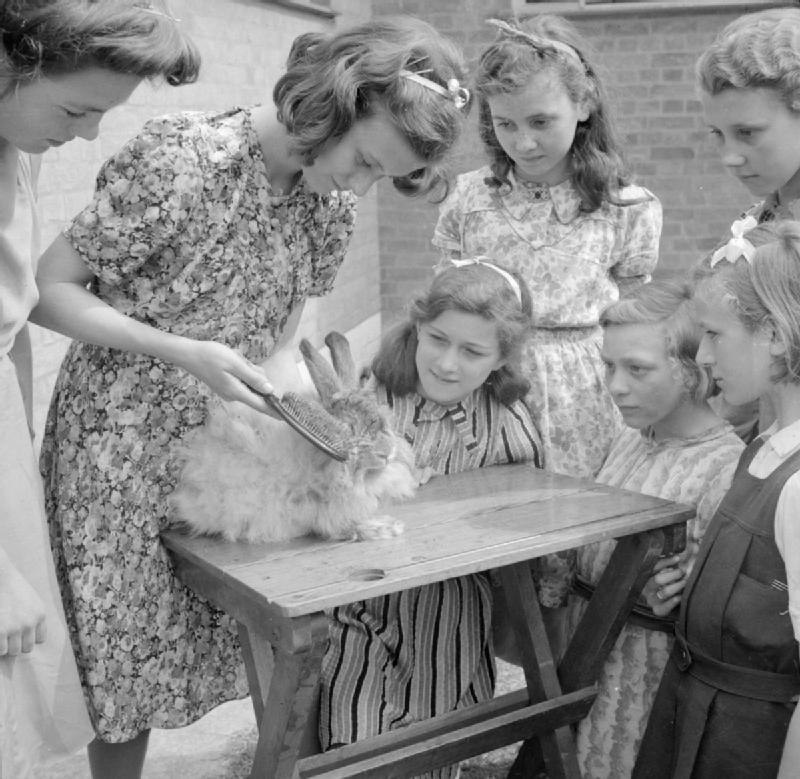
Brossage d'un lapin angora dans un club de cuniculture.
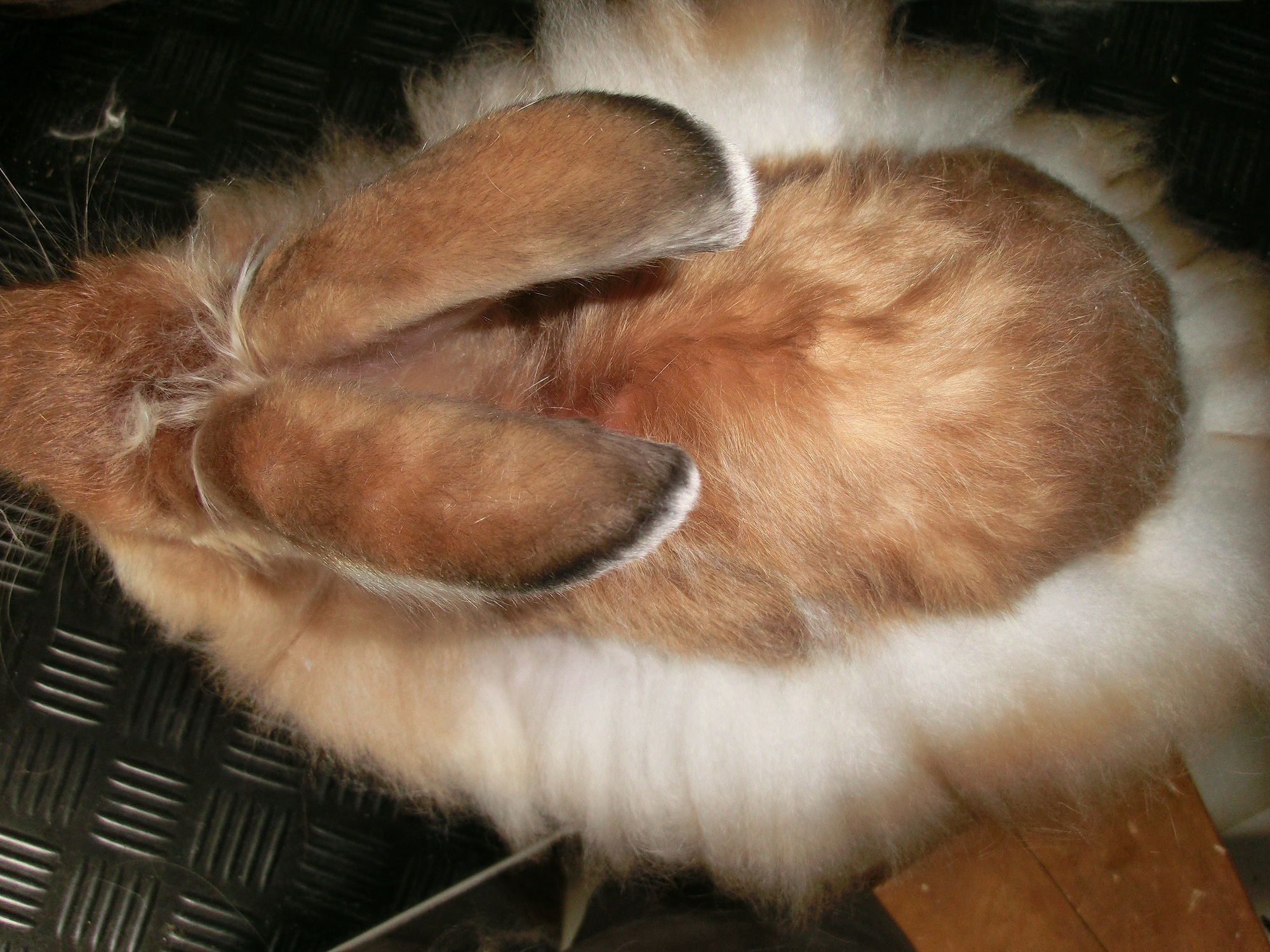
Lapin de race angora satin après épilation du dos.
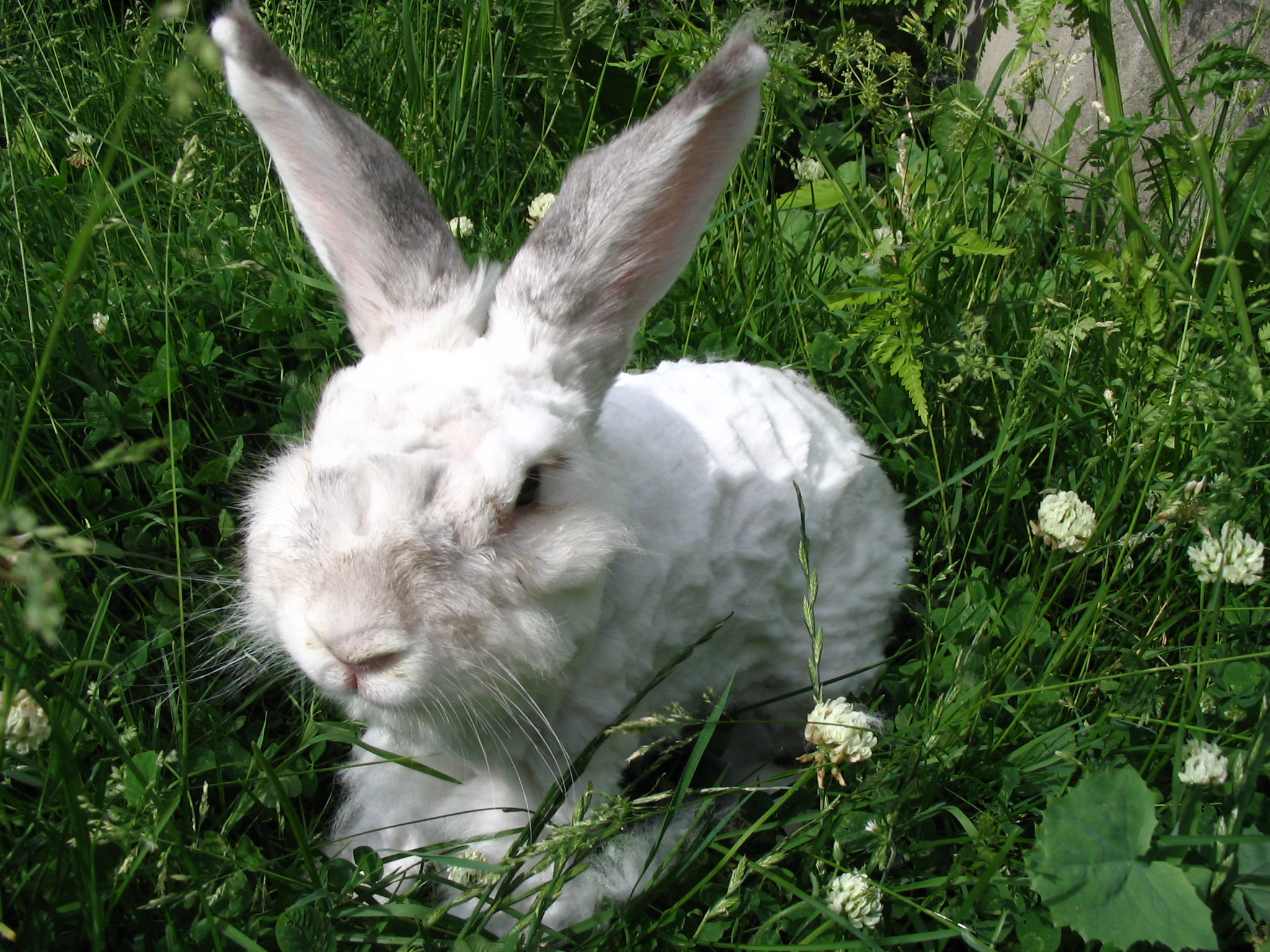
Lapin angora après une tonte réalisée aux ciseaux.

L'angora donne jusqu'à un kilogramme de poils par an. Si les poils sont épilés avec un peigne ils seront doux, brillants et d'une qualité supérieure que s'ils sont rasés.
Le poil angora est récolté soit par tonte, comme en Allemagne, ou par épilation au peigne, comme en France, ou encore par arrachage total de la toison, comme cela peut se pratiquer en Chine.
Un traité d'agriculture du XIXe siècle préconise plutôt de tondre l'animal à partir de six mois en laissant le poil sous le ventre des mères, afin de leur permettre de garnir leur nid. La fourrure ventrale est d'ailleurs de moindre qualité. Il déconseille l'usage du peigne et l'arrachage du poil qui fait inutilement souffrir l'animal. Toutefois, la méthode de récolte dépend de la race utilisée et l'angora français est mieux adapté à l'épilation, tandis que les races de lapins élevées par les Allemands ou les Chinois, au poil plus résistant, sont mieux adaptées à la tonte.
Les tontes peuvent être effectuées tous les trois à quatre mois, soit aux ciseaux qui conservent un poil court, soit à la tondeuse. L'épilation est facile en période de mue, quand le lapin connaît une chute naturelle du poil, ce qui a lieu principalement aux changements de saison, au printemps et surtout à l'automne. Pour gagner du temps entre deux périodes de mue, un fourrage à effet dépilatoire à base de luzerne concentrée, le lagodendron, a été mis au point pour être utilisé dans l'élevage du lapin angora.
Ces lapins, surtout s'ils sont subitement démunis de tout leur poil, sont fragiles et demandent des soins attentifs et une alimentation spéciale en plus d'une protection contre le froid. La repousse a lieu en deux mois, mais elle peut aussi causer des pertes importantes si l'élevage n'est pas bien mené.
En 2013, les méthodes chinoises ont notamment été fortement dénoncés par l'association pour un traitement éthique des animaux (PETA), relayée par les médias appelant au boycott des produits contenant de l'angora après la diffusion d'images de mauvais traitements infligés à ces animaux, filmées en Chine.

## Exploitation du poil
Le poil des lapins angoras, qui en raison de cette particularité génétique devient particulièrement long, est utilisé par l’industrie textile comme une fibre « spéciale », de la même façon que les fibres obtenues à partir des races de chèvres spécialisées (mohair, cachemire) et de certains camélidés (lama, alpaga, vigogne, chameau).
Il permet la confection de produits dits « fantaisie » ou « haut de gamme ».
la production mondiale s’élèvait à environ 9 000 tonnes par an en 1989.
Au début du XXIe siècle, le principal producteur est la Chine, malgré l'arrivée récente[Quand ?] de cette production dans le pays. En 2013, ce pays produit 90 % de la fourrure angora mondiale. La chute des prix causée par le développement de l'élevage chinois a engendré une forte diminution des élevages ailleurs dans le monde. Ces poils sont essentiellement transformés au Japon et en Italie, et les produits manufacturés sont écoulés sur les marchés japonais, allemand et américain.